# سنت. چارلز (کنتاکی)
سنت. چارلز (به انگلیسی: St. Charles) شهری در ایالت کنتاکی کشور ایالات متحده آمریکا است که جمعیت آن در سرشماری سال ۲۰۱۰ میلادی، ۲۷۷ نفر بوده‌است.